# Manon Carpenter
Manon Carpenter (ur. 11 marca 1993) – brytyjska kolarka górska, trzykrotna medalistka mistrzostw świata.

## Kariera
Pierwszy sukces w karierze Manon Carpenter osiągnęła w 2012 roku, kiedy zdobyła brązowy medal w downhillu podczas mistrzostw świata w Leogang. W zawodach tych wyprzedziły ją jedynie dwie Francuzki: Morgane Charre oraz Emmeline Ragot. Jako juniorka zdobyła w tej samej konkurencji złoty medal na rozgrywanych rok wcześniej mistrzostwach świata w Champéry. W sezonie 2012 po raz pierwszy stanęła na podium zawodów Pucharu Świata w kolarstwie górskim - 18 marca w południowoafrykańskim Pietermaritzburgu zajęła drugie miejsce za Australijką Tracey Hannah, a przed Emmeline Ragot. W klasyfikacji generalnej zajęła ostatecznie ósmą pozycję. Na mistrzostwach świata w Pietermaritzburgu w 2013 roku zajęła dopiero siedemnaste miejsce. W zawodach PŚ sezonu 2013 spisywała się lepiej, aż pięciokrotnie stając na podium: 9 czerwca w Fort William, 28 lipca w Vallnord, 11 sierpnia w Mont-Sainte-Anne i 15 września w Hafjell była druga, a 22 września w Leogang zajęła trzecie miejsce. Wyniki te pozwoliły jej na zajęcie trzeciego miejsca w klasyfikacji generalnej, za swą rodaczką Rachel Atherton i Emmeline Ragot.